# Protocolo de Kioto

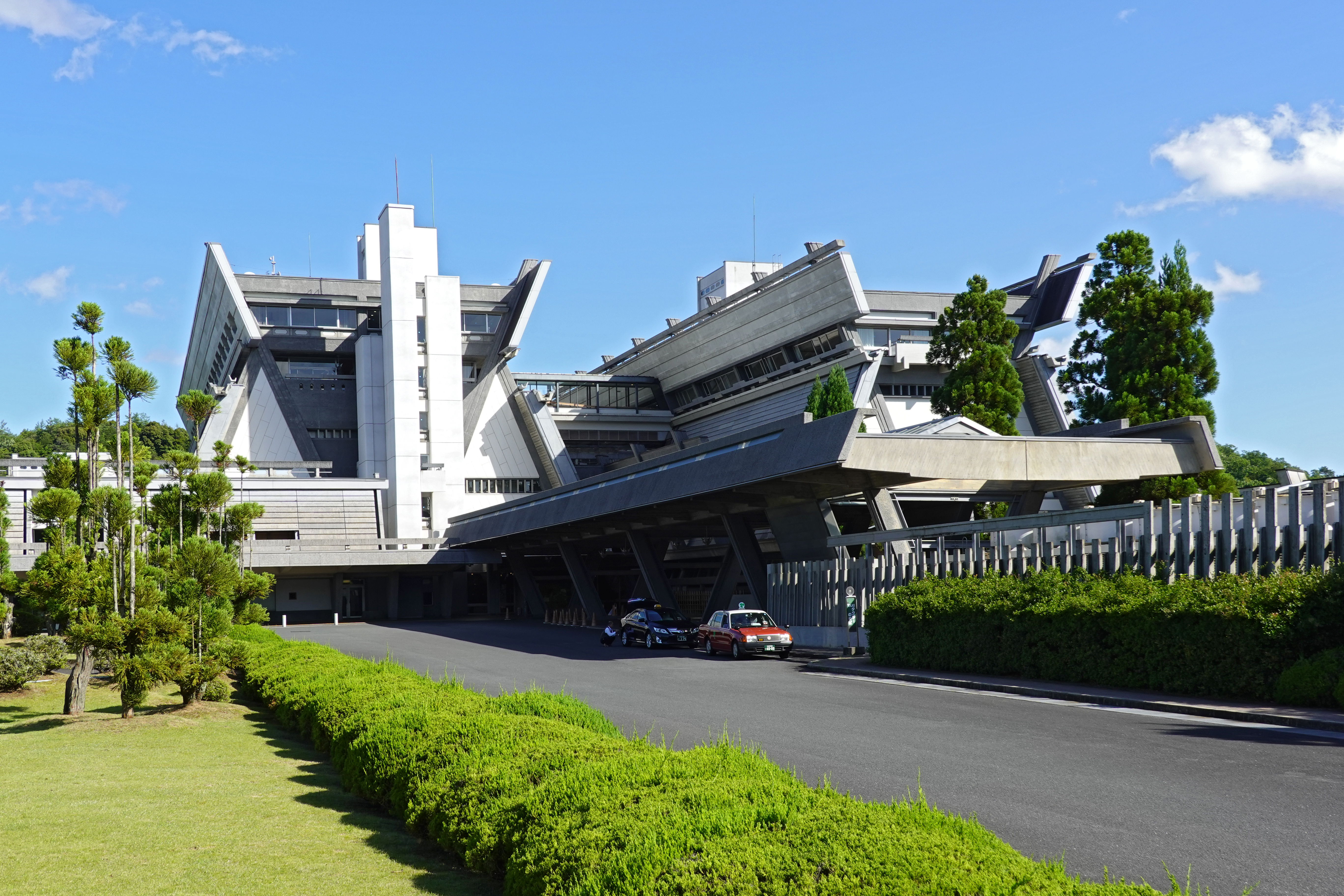
Centro internacional de conferencias de Kioto

El Protocolo de Kioto es un protocolo de la Convención Marco de las Naciones Unidas sobre el Cambio Climático (CMNUCC), y un acuerdo internacional que tiene por objetivo reducir las emisiones de seis gases de efecto invernadero (GEI). Este documento comprometió a los países industrializados signatarios a estabilizar las emisiones de GEI, y la Convención por su parte ha alentado a los países a hacerlo. Estructurado en función de los principios de la Convención, el protocolo establece metas vinculantes de reducción de las emisiones para 37 países y la Unión Europea (UE), reconociendo implícitamente que, en 1997, eran los principales responsables de los elevados niveles de emisiones de GEI en la atmósfera.
El protocolo fue adoptado el 11 de diciembre de 1997 en Kioto, Japón, pero no entró en vigor hasta el 16 de febrero de 2005. En noviembre de 2009 eran 187 los Estados que lo habían ratificado. En el protocolo se acordó una reducción de al menos un 5 %, de las emisiones de estos gases en 2008-2012 en comparación con las emisiones de 1990. No obstante, el período de compromiso del Protocolo se amplió hasta el 2020.
Como parte de la CMNUCC —suscrita en 1992 dentro de lo que se conoció como la Cumbre de la Tierra de Río de Janeiro— el protocolo vino a dar fuerza vinculante a lo que en ese entonces esta no pudo hacer. Sin embargo, solo las Partes en la Convención que sean también Partes en el Protocolo (es decir, que lo ratifiquen) se ven obligadas por los compromisos del Protocolo. En general el compromiso fue considerado como primer paso hacia un régimen mundial de reducción y estabilización de las emisiones de GEI, y proporcionó la arquitectura de base para cualquier acuerdo internacional sobre el cambio climático que se firme en el futuro.
El Protocolo ha impulsado a varios gobiernos a establecer leyes y políticas para cumplir sus compromisos, a las empresas a tener en cuenta el medio ambiente a la hora de tomar decisiones sobre sus inversiones, y además ha propiciado la creación de los bonos de carbono.
Los GEI —que causan el calentamiento global— son el dióxido de carbono (CO2), el metano (CH4), el óxido nitroso (N2O), y los otros tres son tipos de gases industriales fluorados: los hidrofluorocarbonos (HFC), los perfluorocarbonos (PFC) y el hexafluoruro de azufre (SF6).

## Historia
El 11 de diciembre de 1997 los países industrializados se comprometieron en Kioto a un conjunto de medidas para reducir las emisiones de gases de efecto invernadero (GEI). Los gobiernos signatarios de dichos países pactaron una reducción, a ser alcanzada entre 2008 y 2012, de al menos un 5 % en promedio de las emisiones de los gases de GEI, tomando como referencia los niveles de 1990. Se estableció que el compromiso sería de obligatorio cumplimiento cuando lo ratificasen los países industrializados responsables de, al menos, un 55 % de las emisiones de CO2.
La Unión Europea (UE), como agente especialmente activo en la concreción del Protocolo, se comprometió a reducir sus emisiones totales medias durante el periodo 2008-2012 en un 8 % respecto de las de 1990. No obstante, a cada Estado miembro de la UE se le otorgó un margen distinto en función de diversas variables económicas y medioambientales según el principio de «reparto de la carga».
En América del Norte, el entonces presidente de Estados Unidos Bill Clinton firmó el acuerdo pero el Congreso de su país no lo ratificó por lo que su adhesión solo fue simbólica hasta 2001, cuando el gobierno de George W. Bush se retiró del protocolo, según su declaración, no porque no compartiese su idea de fondo de reducir las emisiones, sino porque considera que la aplicación del Protocolo es ineficiente.
Algunos países en desarrollo, que no estaban obligados a cumplir las metas cuantitativas fijadas por el Protocolo de Kioto, ratificaron el acuerdo. Tal es el caso de Argentina que concluyó el trámite, previa aprobación del Congreso Nacional el 13 de julio de 2001, a través de la Ley Nacional 25.438.
Con la ratificación de Rusia en noviembre de 2004, después de conseguir que la UE pague la reconversión industrial, así como la modernización de sus instalaciones, en especial las petroleras, el protocolo entró en vigor el 16 de febrero de 2005.

### Después de la entrada en vigor
Las llamadas Partes —miembros de la Convención Marco de las Naciones Unidas sobre el Cambio Climático (CMNUCC)— se reunieron por primera vez para su seguimiento en Montreal, Canadá, en 2005, donde se estableció el llamado Grupo de Trabajo Especial sobre los Futuros Compromisos de las Partes del Anexo I en el marco del Protocolo de Kioto (GTE-PK), orientado a los acuerdos a tomar para después de 2012.
En diciembre de 2007, en Bali, Indonesia, se llevó a cabo la tercera reunión de seguimiento, así como la 13.ª cumbre del clima (CoP 13 o COP13), con el foco puesto en las cuestiones post 2012. Se llegó a un acuerdo sobre un proceso de dos años, u hoja de ruta de Bali, que tiene como objetivo establecer un régimen post 2012 en la XV Conferencia sobre el Cambio Climático, (también "15.ª cumbre del clima", CDP 15 o COP15) de diciembre de 2009, en Copenhague, Dinamarca, y COP 16 en Cancún, México, fecha del 29 de noviembre al 10 de diciembre de 2010. En Cancún los más de 190 países que asistieron a la Cumbre adoptaron, con la reserva de Bolivia, un acuerdo por el que aplazan el segundo período de vigencia del Protocolo de Kioto y aumentan la "ambición" de los recortes. Se decidió crear un Fondo Verde del Clima (GCF) cuyo objetivo es invertir en países en desarrollo con el objetivo final de que el crecimiento económico sea compatible con la protección del clima.
Esa hoja de ruta se complementa con el Plan de Acción de Bali, que identifica cuatro elementos clave: mitigación, adaptación, finanzas y tecnología. El plan establece el marco de negociaciones en referencia a la emisión de gases contaminantes.
Por su parte, la UE redujo las emisiones de GEI en un 23% en el 2014 respecto a 1990, según el estudio Tendencias y proyecciones en Europa en 2015, elaborado por la Agencia Europea de Medio Ambiente (AEMA). De esta forma la UE, que prometió recortar un 20% sus emisiones para el 2020, logró su meta por adelantado.
Entretanto, Canadá abandonó el Protocolo en 2011 para no pagar las multas relacionadas con el incumplimiento de la reducción de emisiones. Este anuncio lo hizo pocas horas después de la conclusión de la cumbre sobre el cambio climático de Durban.

## Objetivos y características
El objetivo principal del Protocolo de Kioto es disminuir el cambio climático antropogénico cuya base es el incremento forzado del efecto invernadero. Según las estimaciones del Grupo Intergubernamental de Expertos sobre el Cambio Climático (IPCC), si se mantienen las emisiones de gas de efecto invernadero (GEI) al ritmo actual o a uno superior causarían un calentamiento global mayor e inducirían numerosos cambios en el sistema climático mundial durante el siglo XXI.
Los países industrializados del «Anexo 1» pueden cumplir sus objetivos de la manera que les decidan, incluso mediante el intercambio de carbono. El protocolo también posee dos instrumentos únicos, conocidos como el Mecanismo de Desarrollo Limpio (MDL) y la Implementación Conjunta. Así, al invertir en proyectos de tecnología limpia en economías en desarrollo o en los Estados postsoviéticos, las economías avanzadas obtienen bonos de carbono que pueden vender, o ser compensadas por sus cuotas de emisiones.
En el Protocolo de Kioto la energía nuclear no fue incluida entre las formas de energía que pueden considerarse en los mecanismos financieros de intercambio de tecnología y emisiones aunque se trata de una energía no generadora de emisiones de GEI. Así, el IPCC en su cuarto informe, recomienda la energía nuclear como una de las tecnologías clave para la mitigación del calentamiento global, a pesar de los graves accidentes ocurridos en varias centrales nucleares, del problema no resuelto del almacenamiento de los residuos y también a pesar de que la extracción de uranio ha llegado a su cénit.
El IPCC promovió también la generación de un desarrollo sostenible, de tal forma que se utilicen también energías alternativas y así disminuya el calentamiento global.

### Mecanismos de flexibilidad
Comercio internacional de emisiones

## Conferencia de las partes
La reunión oficial de todos los Estados parte del Protocolo de Kioto es la Conferencia de las Partes. Se lleva a cabo todos los años como parte de la conferencia de Naciones Unidas sobre el cambio climático, que también sirve como la reunión formal de la Convención Marco de las Naciones Unidas sobre el Cambio Climático (CMNUCC). Las primeras Reuniones de las Partes del Protocolo de Kioto (CMP) se celebraron en 2005 junto con las undécimas Conferencias de las partes de la CMNUCC (COP). También las partes en la Convención que no son partes en el Protocolo pueden participar en reuniones relacionadas con el Protocolo en calidad de observadores. La primera conferencia se celebró en 1995 en Berlín, mientras que la conferencia de 2013 se celebró en Varsovia. Las COP posteriores se llevaron a cabo en Lima, Perú en 2014 y en París, Francia en 2015 —COP 21 tiene como objetivo mantener el aumento en el aumento promedio mundial de la temperatura por debajo de 2 grados— COP 22 Marrakech, Marruecos, COP 23 en Bonn, Alemania, COP 24 en Katowice, Polonia y COP 26 en Glasgow, Escocia.

## Enmienda de Doha

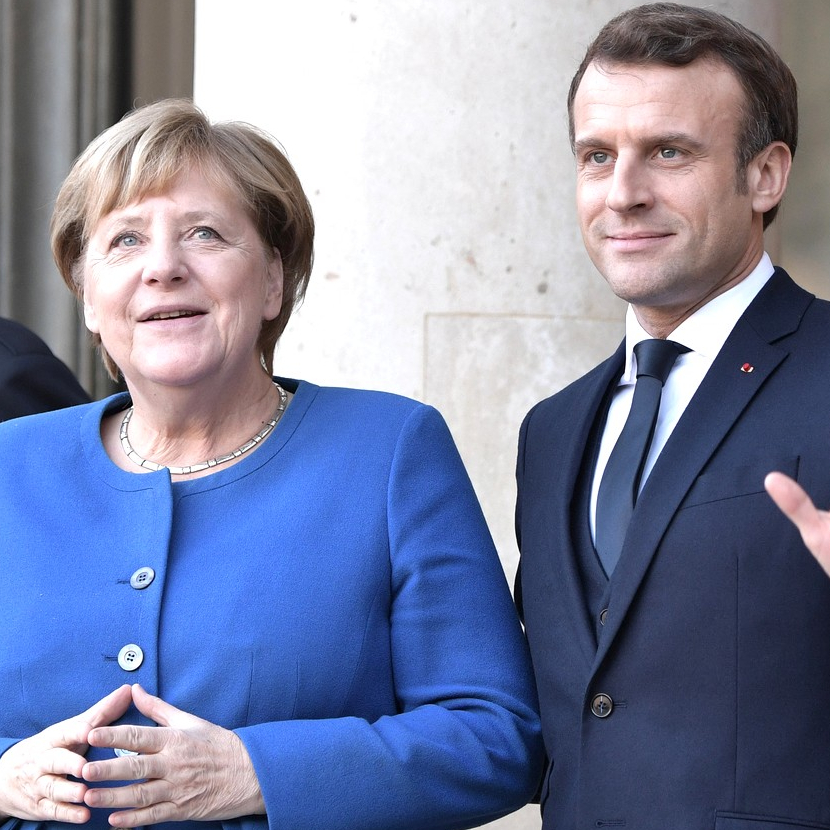
Con el anuncio del retiro por parte de EE. UU., Merkel y Macron han buscado reafirmarse como los guardianes del Acuerdo de París.

La Enmienda de Doha es una extensión al Protocolo de Kioto, que entró en vigor el 31 de diciembre de 2020. La Enmienda fue acordada en la decimoctava Conferencia de las Partes (COP 18) sobre cambio climático. Allí, se ratificó el segundo periodo de vigencia del Protocolo de Kioto desde el 1 de enero de 2013 hasta el 31 de diciembre de 2020, con el acuerdo de fijar una fecha de 2015 para la elaboración de un documento sucesor, que finalmente derivó en el Acuerdo de París.
La duración de este segundo periodo del Protocolo fue de ocho años, con metas concretas al 2020. La Enmienda de Doha se aplica a aproximadamente el 11% de las emisiones mundiales anuales de gases de efecto invernadero. Además, en la Enmienda se incluyó el trifluoruro de nitrógeno como uno de los gases a ser cubiertos por la Enmienda.
En la Enmienda de Doha, 37 países tenían objetivos vinculantes: Australia, la Unión Europea, Bielorrusia, Islandia, Kazajistán, Liechtenstein, Noruega, Suiza y Ucrania. Sin embargo, este proceso denotó un débil compromiso de los países industrializados, tales como Estados Unidos, Rusia, y Canadá, los cuales decidieron no respaldar la prórroga. Bielorrusia, Kazajistán y Ucrania declararon que podían retirarse del Protocolo de Kyoto o decidir no poner legalmente en vigor la Enmienda con los objetivos de la segunda ronda. Japón, Nueva Zelanda y Rusia habían participado en la primera ronda de Kioto, pero no asumieron nuevos objetivos en el segundo período de compromiso. Otros países desarrollados sin objetivos para la segunda ronda fueron Canadá (que se retiró del Protocolo de Kioto en 2012) y Estados Unidos (que no ratificó). En octubre de 2020, 147 estados habían aceptado la Enmienda de Doha, con doce países que realizaron declaraciones y reservas.

## Acuerdo de París
Cuando finalice la vigencia del Protocolo de Kioto, se empezarán a aplicar en 2021 las medidas del Acuerdo de París de 2015. La canciller alemana, Angela Merkel, y el presidente de Francia, Emmanuel Macron, reafirmaron en 2017 su convicción en que dicho acuerdo no tenía vuelta atrás. Macron propuso que la Unión Europea asumiese la financiación que Estados Unidos había retirado al grupo de científicos que radiografiaban el cambio climático bajo el auspicio de la ONU. Adicionalmente, la Comisión Europea anunció que presentaría lo que denominó un Pacto Verde Europeo “con el objeto de hacer de Europa el primer continente neutro en carbono en 2050”, formalizando además tal compromiso en legislación específica.